# Microlophus theresiae
Espèce
Synonymes
- Tropidurus theresiae Steindachner, 1891

Statut de conservation UICN

 LC  : Préoccupation mineure
Microlophus theresiae est une espèce de sauriens de la famille des Tropiduridae.

## Répartition
Cette espèce est endémique du centre-ouest du Pérou. Elle vit dans les déserts côtiers.

## Étymologie
Cette espèce est nommée en l'honneur de la princesse Thérèse de Bavière qui a collecté les spécimens types.

## Publication originale
- Steindachner, 1901 : Herpetologische und ichthyologische Ergebnisse einer Reise nach Südamerika mit einer Einleitung von Therese Prinzessin von Baiern. Anzeiger der Kaiserlichen Akademie der Wissenschaften, Mathematisch-Naturwissenschaftliche Classe, vol. 38, p. 194-196 (texte intégral).